# El Platanar, Pilcaya
El Platanar är en ort i Mexiko.   Den ligger i kommunen Pilcaya och delstaten Guerrero, i den sydöstra delen av landet, 100 km sydväst om huvudstaden Mexico City. El Platanar ligger 1 478 meter över havet och antalet invånare är 175.
Terrängen runt El Platanar är huvudsakligen kuperad. El Platanar ligger nere i en dal. Runt El Platanar är det ganska tätbefolkat, med 75 invånare per kvadratkilometer. Närmaste större samhälle är Taxco de Alarcón, 19,5 km söder om El Platanar. I omgivningarna runt El Platanar växer huvudsakligen savannskog.